# Ipswich
Ipswich er en by i Suffolk i England med 151.562(2021) indbyggere. Byen er den tredjestørste i East Anglia. Ipswich er specielt kendt for sit fodboldhold, Ipswich Town FC.
Den danske kvinde Inga Lockington har tidligere været borgmester i byen.